# Mexikansk kungstyrann
Mexikansk kungstyrann (Tyrannus couchii) är en fågel i familjen tyranner inom ordningen tättingar. Den är nära släkt och till utseendet nästan identisk med tropikkungstyrannen.

## Utseende och läten
Mexikansk kungstyrann är en 20–24 cm medlem av släktet som likt flera andra arter har grått huvud, antydan till ögonmask ljus strupe, gul undersida och grönaktig rygg. Den är större än västlig kungstyrann och mer bjärt i färgerna, med längre näbb, mer gult på undersidan som sträcker sig längre upp på bröstet och brun, ej svart, stjärt utan vita yttre stjärtpennor. Arten är näranog identisk med tropikkungstyrannen men är möjligen något grönare ovan och har något kortare men kraftigare näbb. Lätena skiljer sig tydligare, där sången består av ljusa och tunna nasala utbrott som i engelsk litteratur återges "gewit gewit GeWEETyo". Bland övriga läten hörs vassa "dik" och insektslika "kweeeerz".

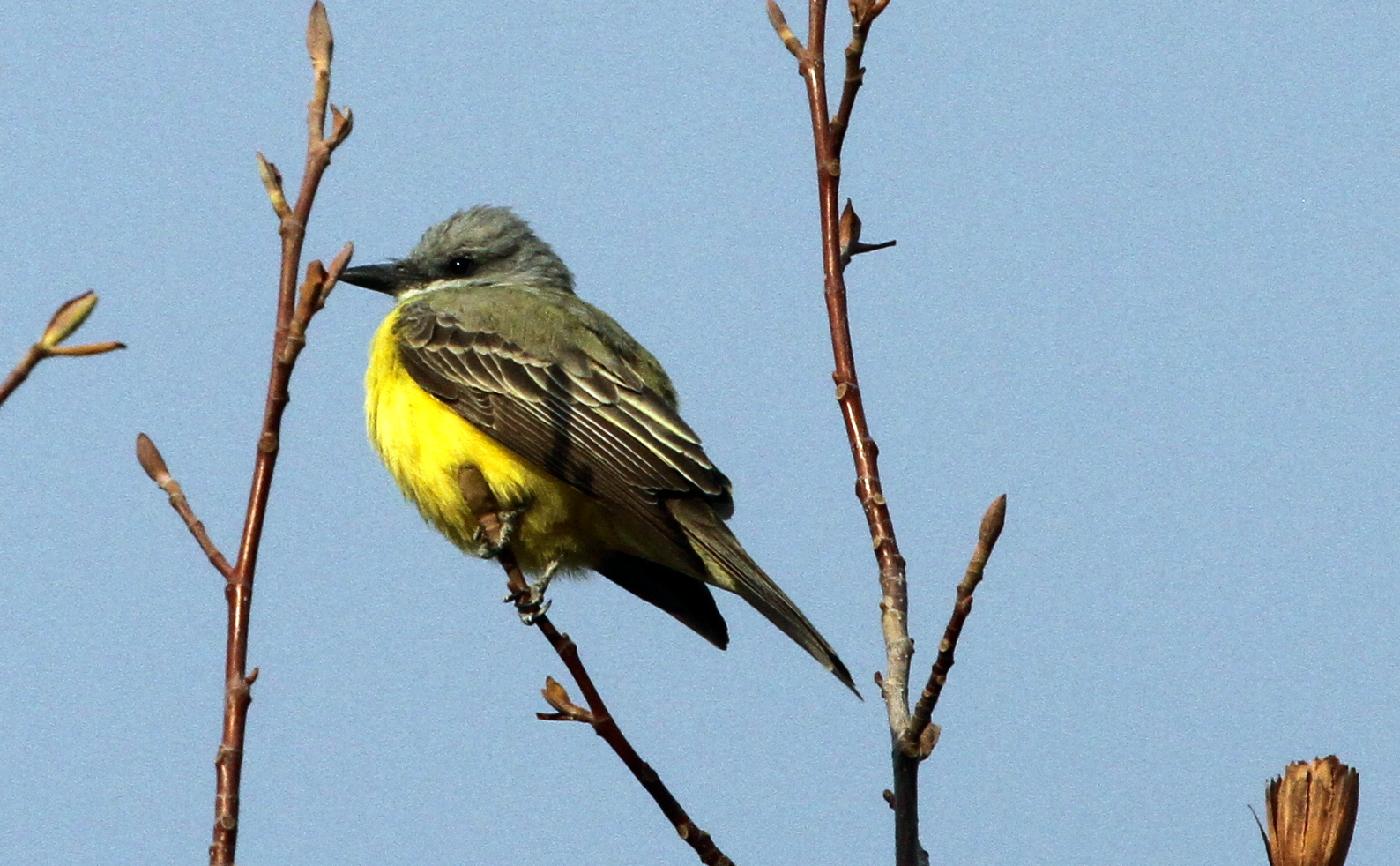

## Utbredning och systematik
Fågeln förekommer från södra Texas till norra Guatemala och Belize. Den behandlas som monotypisk, det vill säga att den inte delas in i några underarter. Arten behandlades tidigare som underart till tropikkungstyrannen (Tyrannus melancholicus).

## Levnadssätt
Arten hittas i öppna områden med träd och ofta med täta buskage, som flodslätter. Den ses ofta i par eller smågrupper. Födan består av insekter, men den tar också frukt. Fågeln häckar från mars till augusti. Bobygge har noterats i södra Texas från mitten av april till mitten av juli och äggläggning från början av maj till början av juni.

## Status och hot
Arten har ett stort utbredningsområde och en stor population, och tros öka i antal. Utifrån dessa kriterier kategoriserar internationella naturvårdsunionen IUCN arten som livskraftig (LC). Världspopulationen uppskattas till 1,1 miljoner vuxna individer.

## Namn
Fågelns vetenskapliga artnamn hedrar Darius Nash Couch (1822-1897), generalmajor i US Army och upptäcktsresande som samlade in typexemplaret.